# Nacyna
Nacyna – struga o długości 17,68 km, lewobrzeżny dopływ Rudy, z którą łączy się przed Zalewem Rybnickim. 
Źródło rzeki znajduje się w Pszowie w powiecie wodzisławskim. Następnie rzeka przepływa przez Rydułtowy i Rybnik.
W Rybniku wzdłuż Nacyny przebiega chodnik i droga dla rowerów oraz znajdują się tereny rekreacyjne.
Ze względu na duże zasolenie wód cieku oraz jego zanieczyszczenie, zdecydowano się na skanalizowanie wód Nacyny pod Zalewem. Jest jedną z najbardziej zasolonych rzek w Polsce.

## Nutrie

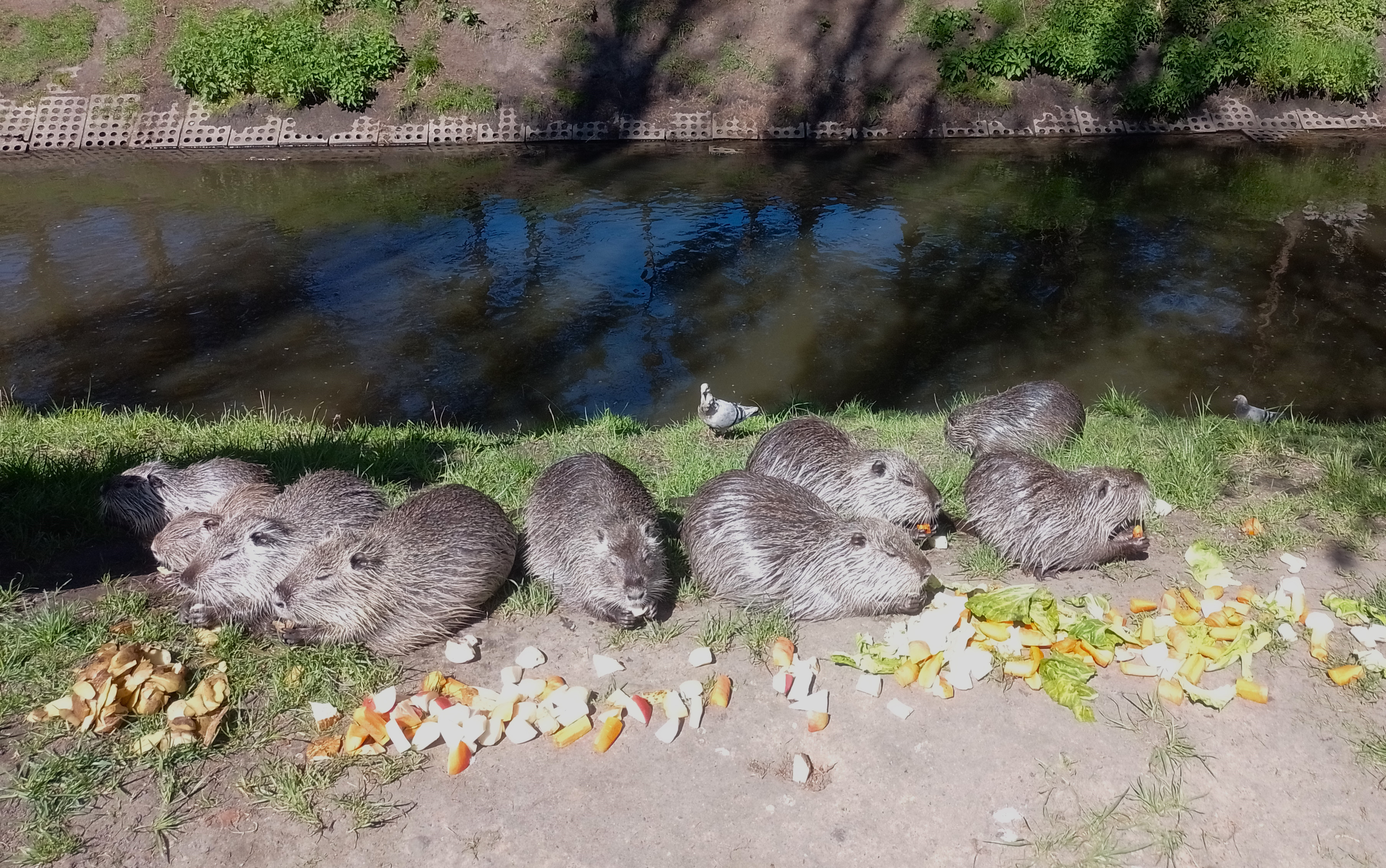
Nutrie nad Nacyną

W 2016 roku w Rybniku nad brzegami Nacyny zamieszkały nutrie amerykańskie i szybko stały się lokalną atrakcją. Dokarmiana przez mieszkańców populacja zwierząt zaczęła w niekontrolowany sposób rozprzestrzeniać się na okoliczne tereny. Nutrie są gatunkiem inwazyjnym i stanowią zagrożenie dla lokalnego ekosystemu, a także brzegów rzeki.